# Chitragupta
Chitragupta é uma divindade hindu que, segundo a mitologia, é o ajudante de Iama, responsável pelos registros das ações dos seres humanos. Devido a sua imagem ser vinculada a escrita, os hinduístas pedem benção a Chitragupta para o intelecto, a fala e a escrita.

## Crença

### Nascimento
Iama, criado com a missão de punir os seres humanos de acordo com suas ações, pediu a Brama um assistente para a missão. Brama entrou em estado de meditação, e após mil anos criou Chitragupta.

### Missão
Chitragupta é responsável por registrar em seu livro todas as ações boas e más dos seres humanos, desde seu nascimento até a sua morte. Quando a pessoa morre, sua alma é levada até Iama, onde Chitragupta narra todas as ações praticadas por essa pessoa, e a justiça é feita de acordo com as ações praticadas.

### Consortes e filhos
Chitragupta casou-se com Iravati, filha de Iama; com quem teve 8 filhos. Casou-se também com Nandini, filha de Suria, com quem teve 12 filhos: Saxena, Mathur, Gaur, Nigam, Asthana, Kulshrestha, Suryadwaja, Bhatnagar, Ambastha, Srivastava, Karna e Valmiki.

## Celebração
O puja é celebrado anualmente, no segundo dia do Shukla Paksha no mês de Kartika, conhecido como Yama Dwitiya. O ritual consiste banhar a imagem de Chitragupta com água de rosas; acender um diya, e oferendas feitas com coalhada, açúcar e frutas são ofertadas; a cruz de suástica é desenhada no chão com abir, açafrão e sândalo; o Kalash é preenchido; e o Chitragupta Katha é recitado.
 

Neste dia, pode-se pedir a Chitragupta para abençoar canetas; após o ritual, acredita-se que tudo o que for escrito com estas canetas terão a benção divina e trará sucesso ao trabalho. Livros de contabilidade e medicina também podem ser abençoados neste dia.